# 天童市女性工員殺人事件
 天童市女性工員殺人事件 （てんどうしじょせいこういんさつじんじけん）とは、1977年（昭和52年）12月22日、山形県天童市で女性工員の他殺死体が発見された殺人事件である。

## 概要
1977年（昭和52年）12月22日午前7時50分ごろ、山形県天童市を流れる川で、近くに住む女性工員A（当時30歳）が顔を水につけて死亡しているのを通行人が発見した。Aは夕食後に「友人の家へ行く」と外出したが、「迎えに来る友人の車がまだ来ない」と一度帰宅し、数分後に再び外出し、そのまま帰宅しなかった。司法解剖の結果、死因は首を絞められたことによる窒息死であった。発見現場に争った跡がないことから、他の場所で殺害され遺棄されたものと思われた。犯人は顔見知りで地元の地理に詳しい者とみて勤務先や地元などを重点に、物証や交友関係などの捜索が続けられたが、1992年12月に時効となった。

## 参考資料
1. ↑  『山形新聞』1977年12月23日朝刊13頁「小川に女性の死体・天童・「友人の所へ」と外出」
2. ↑  『山形新聞』1977年12月24日朝刊13頁「変死の女性、他殺と断定・首を絞められ窒息」
3. ↑  『山形新聞』1980年12月21日朝刊15頁「女子工員殺しから三年・粘り強く捜査・天童署」
4. ↑  『山形新聞』1992年12月22日朝刊19頁「天童の殺人・時効成立」